# Acacia cyperophylla
Acacia cyperophylla es un árbol de la familia Fabaceae.

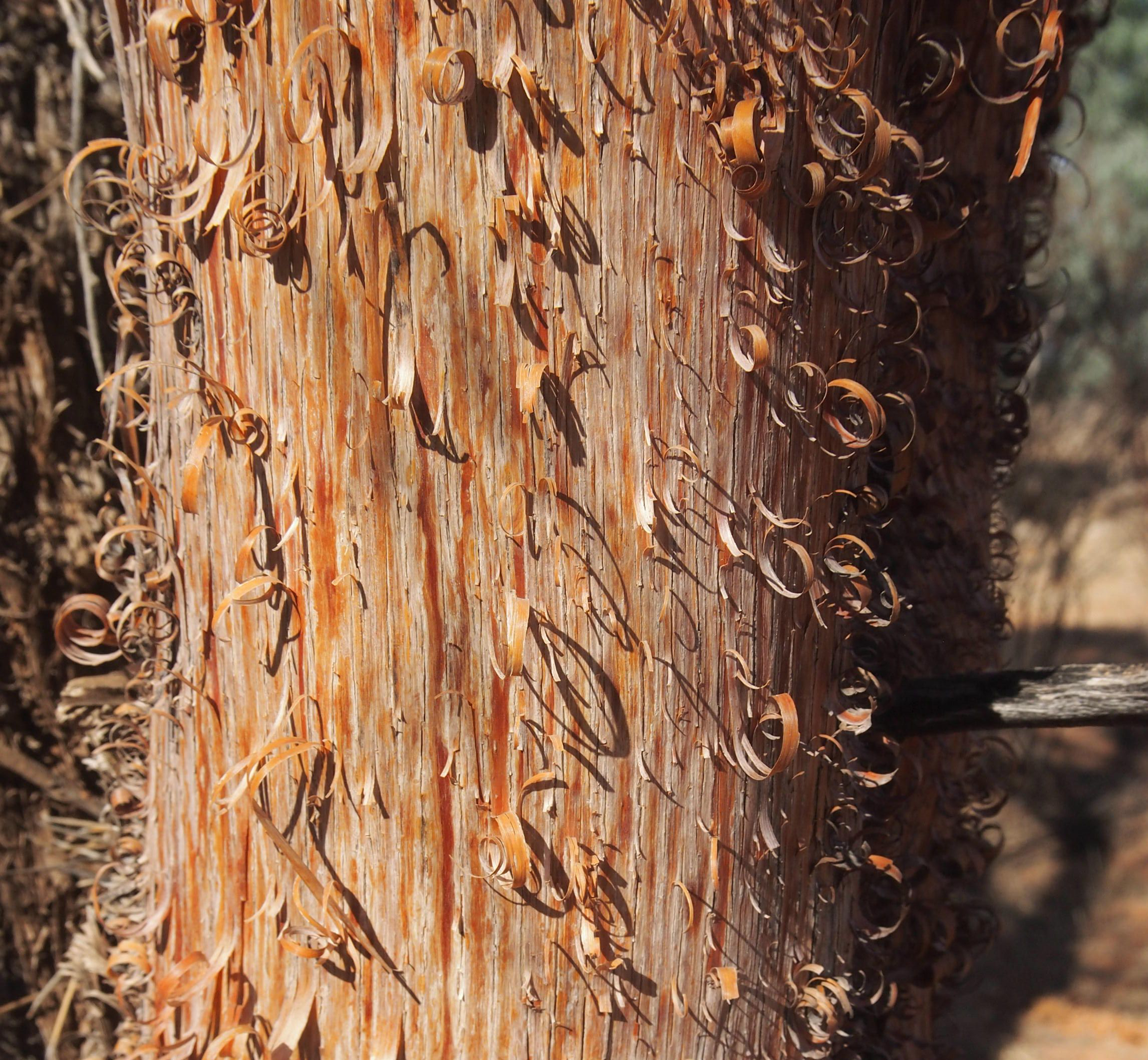
Detalle del tronco

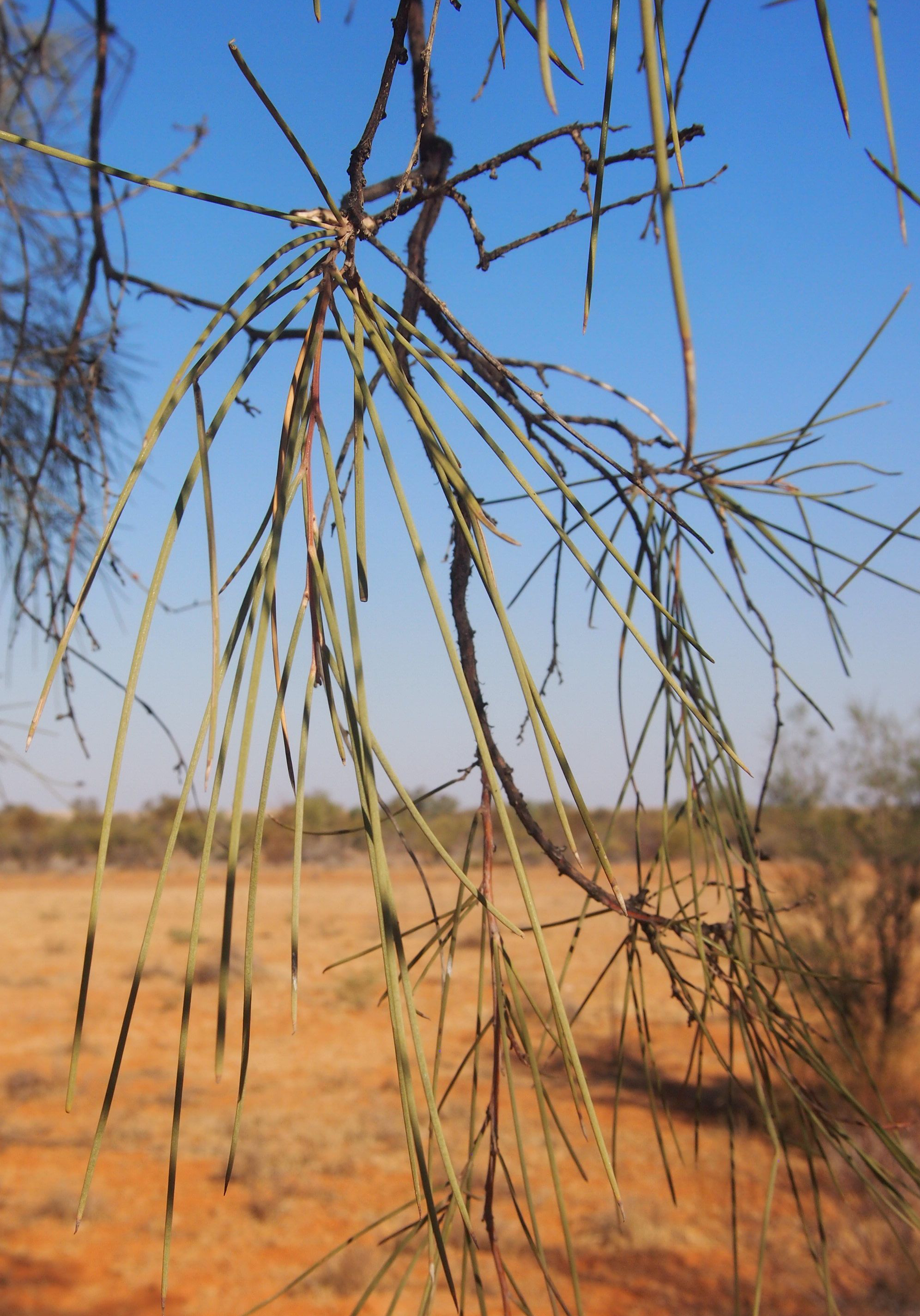
Follaje

## Distribución y hábitat
Su área de distribución se extiende a través de las regiones áridas y semiáridas del centro de Australia, desde Carnarvon en Australia Occidental a Queensland occidental y el este de Nueva Gales del Sur. Se encuentra comúnmente en crecimiento en áreas con un poco más de humedad del suelo, como en las líneas de drenaje y en las orillas de ríos y arroyos.

## Descripción
Acacia cyperophyllaalcanza un tamaño de hasta  siete metros de altura. Por lo general, tiene sólo uno o dos troncos principales. Como la mayoría de las especie de Acacia, tiene filoides en lugar de hojas verdaderas. Estas son rígidas, redondas en  sección transversal con un diámetro de cerca de dos milímetros, entre diez y quince centímetros de largo, y curvadas. Las flores son de color amarillo, y se mantiene en racimos cilíndricos de alrededor de dos centímetros de largo. Las vainas son anchas y planas, de unos ocho centímetros de largo y siete milímetros de ancho.

## Ecología
Acacia cyperophylla se identifica fácilmente por su característica corteza  minni ritchi, que constantemente se despega en pequeñas escamas que se encrespan, haciendo que el árbol parezca que tiene una capa de pelo rizado, este es de un color naranja-marrón.

## Taxonomía
Eucalyptus cyperophylla fue descrita por F.Muell. ex Benth.  y publicado en Flora Australiensis: a description... 2: 400. 1864.
Etimología
Ver: Acacia: Etimología
cyperophylla: epíteto latíno que significa "con las hojas de Cyperus ".
Sinonimia
- Racosperma cyperophyllum (Benth.) Pedley[5]